# Varsi
Varsi là một đô thị ở tỉnh Parma ở vùng Emilia-Romagna, nằm cách khoảng 120 km về phía tây của Bologna và khoảng 40 km về phía tây nam của tỉnh lỵ Parma. Đến thời điểm ngày 31 tháng 12 năm 2004, đô thị này có dân số 1.423 và diện tích là 79,6 km².
Đô thị Varsi bao gồm các frazioni (đơn vị trực thuộc, làng) Baghetti, Bianchi, Contile, Corticella, Ferrè, Franchini, Lagadello, Leonardi, Libbia Sopra, Libbia Sotto, Manini, Michelotti, Minassi, Peracchi, Peretti, Perotti, Pessola, Pietracavata, Rocca, Scaffardi, Scortichiere, Sgui, Tognoni, Tosca, Villora, and Volpi.
Varsi tiếp giáp các đô thị sau đây: Bardi, Bore, Solignano, Valmozzola, Varano de' Melegari.